# Paradise Lost (Paradise Lost)
Paradise Lost è il decimo album in studio del gruppo musicale britannico Paradise Lost, pubblicato nel 2005 dalla GUN Records.

## Tracce
1. Don't Belong – 4:19
2. Close Your Eyes – 4:22
3. Grey – 3:28
4. Redshift – 3:31
5. Forever After – 3:47
6. Sun Fading – 3:29
7. Laws of Cause – 4:09
8. All You Leave Behind – 3:01
9. Accept the Pain – 3:20
10. Shine – 4:08
11. Spirit – 4:20
12. Over the Madness – 5:17

Bonus Tracks
- Don't Belong (String Dub Mix) - 3:49
- Over the Madness (String Dub Mix) - 5:12
- Let Me Drown - 3:10
- A Side You'll Never Know - 4:09

## Formazione
- Nick Holmes – voce
- Gregor Mackintosh – prima chitarra
- Aaron Aedy – chitarra ritmica
- Steve Edmunson – basso
- Jeff Singer – batteria